# Оёгир, Николай Константинович
Оёгир Николай Константинович (15 марта 1926 — 11 марта 1988) — эвенкийский писатель, поэт, фольклорист и сказитель .

## Биография
Николай Оёгир родился 15 марта в 1926 году в стойбище на озере Еромо, которое в то время относилось к Чириндинскому родовому совету в семье охотника, рыбака. По всей илимпийской тайге свирепствовала тогда «черная царапка» — эпидемия кори. Только постоянные кочевки и спасли семью Оёгиров. Родители — Константин Михайлович — оленевод, охотник-рыбак, Екатерина Игнатьевна — мать многодетной семьи.
С 10 лет Николай Оёгир начал работать приемщиком рыбы. В то время он уже был переростком и потому его, вместе со всеми взрослыми оленеводами, охотниками, рыбаками направили в ликбез (Чириндинская начальная школа в 1937 году). Окончив только четыре класса, он оставляет школу.
Трудовая деятельность началась рано. Н. Оёгир в 10-летнем возрасте начал помогать отцу, затем стал приемщиком рыбы. Сушил, вялил её. Детство и юность пришлись на трудные военные годы. После войны учился 3 месяца в колхозной школе на счетовода. Затем Николая Коснтантиновича отправили на факторию Мурукта. Вот там-то он и стал строителем новой жизни — гонял деревянные костяшки на счетах, сводил дебет с кредитом. Потом заведующий факторией, поехал в Туру за грузом, а тогда командировки длились по несколько месяцев, и оставил за себя Николая Оегира. Он стал выдавать продукты, товары бесплатно, авансом, когда охотники вернутся с промыслов и покроют взятые долги. В 1948 году был приговорен к 12 годам тюрьмы за недостачу продуктов в магазине. Будущего сказочника далеко не повезли, но извилистыми кружными путями, через Красноярск и Туруханск, доставили в Норильлаг на Таймыре. Там Николай Константинович таскал дрова и вёдра с нечистотами при лагерной столовой. После лагеря вернулся обратно в Эвенкию.
В 1955 году впервые начал писать стихи. Писал только для себя, тайком от друзей. И все же его товарищи однажды узнали, что Николай сочиняет стихи, и дали ему прозвище — Поэт.
Многие годы Николай Оёгир работал счетоводом сначала в производственном объединении (ППО), потом в родном Чириндинском колхозе (до 1982 года).
Писать стихи Н. Оёгир продолжает в 60-е годы. При встречах с читателями на вопрос «Как и с чего вдруг начал писать стихи, когда почувствовал себя поэтом?» Николай Оёгир ответил так: "В 60-е годы Алитет Немтушкин, известный поэт, на страницах газеты «Советская Эвенкия» в стихотворной форме обратился к молодежи с призывом поддержать его костер поэзии:
Приходите, друзья, к моему костру, 

Приходите, мне не гореть без вас: "
Это обращение глубоко взволновало Н. Оёгира, и он под впечатлением написал стихотворение «Би долдытчав» («Я слышу»):
Я слышу твой голос. 

Моя поэтическая строка — 

Пока лишь мышиный след: "
Это было его первое стихотворение, опубликованное в газете «Советская Эвенкия».
Первый сборник стихов «Танец кульков» на эвенкийском и русском языках. Перевел поэт Вячеслав Пушкин. В этот сборник вошли стихи о родном крае — Эвенкии, её людях — рыбаках, охотниках, оленеводах; их жизни, обычаях и традициях. Автор ярко и образно рисует неповторимую красоту сибирского Севера.
Н. Оёгир работает внештатным корреспондентом в окружной газете «Советская Эвенкия». В газету писал не только стихи, но и рассказы, статьи о земляках — чириндинцах.
С 1964 года его стихи печатаются в краевой газете «Красноярский рабочий», журналах «Москва», «Дальний Восток». Ему стали писать земляки, они радовались тому, что появился поэт, воспевающий прекрасный край эвенков.
Николай Константинович писал стихи на эвенкийском языке. Ему, как сыну своего народа, родной язык был очень дорог. Он говорил: «Мне легко писать, когда мысли летят на моём языке…»
В 1986 году выходит сборник собранных им эвенкийских народных сказок, преданий, загадок, примет, наставлений «Человек сильнее всех» («Илэ упкаттук энгэситмэр»), а в 1987 году выходит первый поэтический сборник «Танец куликов» («Лорбовкил икэллинтын»), позже — в 1989 году сборник «Тропа к роднику» («Удяран юктэтки»). Они были изданы на эвенкийском и русском языках. Николай Оёгир всегда был признателен своим переводчикам: Аиде Федоровой — красноярской поэтессе и Вячеславу Пушкину. К 50-летию ЭАО в 1980 году в альманахе «Енисей» опубликованы стихи Н. К. Оёгира «Большое кочевье», «Моя земля», «Мечта», «Илькон». В книге для детей «На семи ветрах» (1987) поэт пишет о родной природе.
Поэзия Н. Оёгира отличается достоверностью, своеобразным видением мира и восприятием окружающей среды. Он родился и вырос в тайге и потому так тонко чувствовал природу. Его стихи пронизаны, согреты любовью к родному краю. Писатель в своих произведениях с особым тактом использовал культурные и языковые традиции, мотивы и ритмы жизни народа, глубоко осмысливал обычаи своих предков, очень бережно и нежно обращался с устным народным творчеством эвенков. Он говорил: «У эвенка два родителя: фольклор и родная природа».
Вот почему Николай Константинович много времени и сил тратил на сбор и обработку эвенкийский сказок, легенд, пословиц, поговорок и наставлений. В них звучит мудрость народа. Это чувствовал и видел каждый, кто читал его сборник сказок, пословиц, поговорок «Человек сильнее всех».
Очень волновали поэта вопросы экологии, браконьерство. Достаточно вспомнить два его стихотворения «Чья вина?» и «Гибель лосихи».
Н. К. Оёгир как труженик тыла в годы Великой Отечественной войны был награждён юбилейными медалями «30 лет Победы в Великой Отечественной войне 1941—1945 гг.», «40 лет Победы в Великой Отечественной войне 1941—1945 гг.» и другими.

## Память
- 23 марта 2018 года имя Н. К. Оёгира присвоено филиалу МКОУ «Туринская средняя школа — интернат имени Алитета Николаевича Немтушкина» Чириндинская начальная школа — детский сад.
- 21 мая 2021 года  в п. Тура в память об Николае Оёгире был открыт памятный знак у здания Эвенкийской центральной районной  библиотеки.